# Гора Куваева
Гора Куваева — горная вершина Чукотского нагорья в Чаунском районе Чукотки; абсолютная высота 1101 м.

## География
Находится в Шелагском хребте над перевалом к Въэйвеему, недалеко от уранового рудника Восточный в верховьях ручья Широкий, впадающего в губу Нольде.

## История
В марте 2005 года постановлением Правительства РФ в память о геологе и писателе О. М. Куваеве и на основании представления Думы Чукотского автономного округа имя Олега Куваева было присвоено ранее безымянной горной вершине Чукотского нагорья с координатами 69°40,3’северной широты, 172°07,7’ восточной долготы и абсолютной высотой 1101 метр.